# آدریان اورتولا
آدریان اورتولا (انگلیسی: Adrián Ortolá؛ زادهٔ ۲۰ اوت ۱۹۹۳) یک بازیکن فوتبال اهل اسپانیا است که در پست دروازه‌بان برای باشگاه فوتبال دپورتیوو آلاوز در لا لیگا بازی می‌کند.
از باشگاه‌هایی که در آن بازی کرده‌است می‌توان به ویارئال و آلاوز اشاره کرد.